# Liste der Baudenkmale im Landkreis Osnabrück
Die Liste der Baudenkmale im Landkreis Osnabrück enthält die nach dem Niedersächsischen Denkmalschutzgesetz geschützten Baudenkmale im niedersächsischen Landkreis Osnabrück. 
Der Übersicht und Länge halber ist die Liste nach den Städten und Gemeinden des Landkreises separiert. Diese Einteilung findet sich in der folgenden Tabelle, in der zu jedem Eintrag, soweit möglich, ein exemplarisches Foto eines Baudenkmals aus der jeweiligen Stadt oder Gemeinde zu finden ist.
| Bild | Stadt/Gemeinde             | Karte | Liste                                                                       | Ortsteile |
| ---- | -------------------------- | ----- | --------------------------------------------------------------------------- | --- |
|      | Alfhausen                  |       | Liste der Baudenkmale in Alfhausen                                          | |
|      | Ankum                      |       | Liste der Baudenkmale in Ankum                                              | |
|      | Bad Essen                  |       | Liste der Baudenkmale in Bad Essen                                          | |
|      | Bad Iburg                  |       | Liste der Baudenkmale in Bad Iburg                                          | |
|      | Bad Laer                   |       | Liste der Baudenkmale in Bad Laer                                           | |
|      | Bad Rothenfelde            |       | Liste der Baudenkmale in Bad Rothenfelde                                    | |
|      | Badbergen                  |       | Liste der Baudenkmale in Badbergen                                          | - Liste der Baudenkmale in Grönloh - Liste der Baudenkmale in Groß Mimmelage - Liste der Baudenkmale in Grothe - Liste der Baudenkmale in Langen (Badbergen) - Liste der Baudenkmale in Lechterke mit Wohld - Liste der Baudenkmale in Vehs - Liste der Baudenkmale in Wehdel (Badbergen) - Liste der Baudenkmale in Wulften (Badbergen) |
|      | Belm                       |       | Liste der Baudenkmale in Belm                                               | |
|      | Berge                      |       | Liste der Baudenkmale in Berge (Niedersachsen)                              | |
|      | Bersenbrück                |       | Liste der Baudenkmale in Bersenbrück                                        | |
|      | Bippen                     |       | Liste der Baudenkmale in Bippen                                             | |
|      | Bissendorf                 |       | Liste der Baudenkmale in Bissendorf                                         | |
|      | Bohmte                     |       | Liste der Baudenkmale in Bohmte                                             | - Bohmte - Hunteburg |
|      | Bramsche                   |       | Liste der Baudenkmale in Bramsche                                           | |
|      | Dissen am Teutoburger Wald |       | Liste der Baudenkmale in Dissen am Teutoburger Wald                         | |
|      | Eggermühlen                |       | Liste der Baudenkmale in Eggermühlen                                        | |
|      | Fürstenau                  |       | Liste der Baudenkmale in Fürstenau                                          | |
|      | Gehrde                     |       | Liste der Baudenkmale in Gehrde                                             | |
|      | Georgsmarienhütte          |       | Liste der Baudenkmale in Georgsmarienhütte                                  | |
|      | Glandorf                   |       | Liste der Baudenkmale in Glandorf                                           | |
|      | Hagen am Teutoburger Wald  |       | Liste der Baudenkmale in Hagen am Teutoburger Wald                          | |
|      | Hasbergen                  |       | Liste der Baudenkmale in Hasbergen                                          | |
|      | Hilter am Teutoburger Wald |       | Liste der Baudenkmale in Hilter am Teutoburger Wald                         | |
|      | Kettenkamp                 |       | Liste der Baudenkmale in Kettenkamp                                         | |
|      | Melle                      |       | - Liste der Baudenkmale in Melle - Liste der Baudenkmale in Melle/Ortsteile | |
|      | Menslage                   |       | Liste der Baudenkmale in Menslage                                           | |
|      | Merzen                     |       | Liste der Baudenkmale in Merzen                                             | |
|      | Neuenkirchen               |       | Liste der Baudenkmale in Neuenkirchen (Landkreis Osnabrück)                 | |
|      | Nortrup                    |       | Liste der Baudenkmale in Nortrup                                            | |
|      | Ostercappeln               |       | Liste der Baudenkmale in Ostercappeln                                       | |
|      | Quakenbrück                |       | Liste der Baudenkmale in Quakenbrück                                        | |
|      | Rieste                     |       | Liste der Baudenkmale in Rieste                                             | |
|      | Voltlage                   |       | Liste der Baudenkmale in Voltlage                                           | |
|      | Wallenhorst                |       | Liste der Baudenkmale in Wallenhorst                                        | |